# Julie London
Julie London (Santa Rosa, Kalifornia, 1926. szeptember 26. – Los Angeles, Kalifornia, 2000. október 18.) amerikai énekesnő, színésznő.

## Élete
Julie London karrierje több mint 40 évig tartott. Szülei operettszínészek voltak. Los Angeles belvárosában liftkezelőként dolgozott, mielőtt színésznővé vált.
35 éves színészi pályája 1944-ben kezdődött. Westernfilmekben kapott főszerepeket (The Fat Man (1951), Saddle the Wind (1958), Wonderful Country (1959). Számos más filmben is szerepelt, a Kövér emberben Rock Hudsonnal és játszott Gary Cooperrel is.
Az 1950-es évek közepén zenei szerződést kötött a Liberty Records-szal, és pop- és jazzalbumokat jelentetett meg. Világhírű örökzöldje a Cry Me a River (Arthur Hamilton klasszikusa).
Julie London ritkán adott interjút. Utolsó éveit a közönségtől elvonulva töltötte. 1995-ben agyvérzést kapott, majd – öt évre rá – szívrohamban halt meg.
„...gyűszűnyi hangja volt, ezért egész közelről kellett énekelnie a mikrofonba – innen a rá jellemző, rendkívül intim, szexisen suttogó ének, mely 1955-ben 3 millió példányban adta el a Cry Me A River című kislemezt. Ezzel indult első albuma, a Julie is Her Name…”

## Lemezei
- About the Blues
- All Though the Night
- Around Midnight
- Calendar Girl
- The End of the World
- Feeling Good
- For the Night People
- Julie
- Julie Is Her Name
- Julie London at Home
- Julie London Sings the Choicest of Cole Porter
- Julie London Sings the Standards
- Latin in a Satin Mood
- Live at the Americana
- London by Night
- Lonely Girl
- Love Letters
- Love on the Rocks
- Make Love to Me
- Nice Girls Don't Stay for Breakfast
- Sophisticated Lady
- Your Number Please
- Yummy, Yummy, Yummy

## Filmek

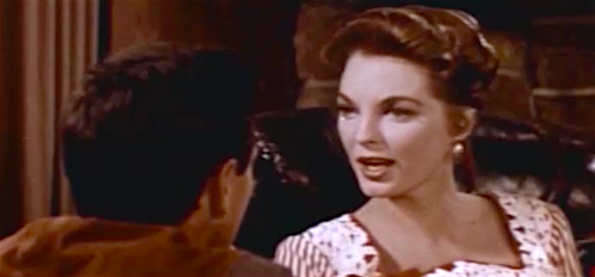
John Cassavetes filmjében
(A megnyergelt szél, 1958)

- Nabonga (1944)
- Diamond Horseshoe (1945) (I)
- On Stage Everybody (1945)
- A Night in Paradise (1946) (II)
- The Red House (1947)
- Tap Roots (1948)
- Task Force (1949)
- Return of the Frontiersman (1950)
- The Fat Man (1951)
- The Fighting Chance (1955)
- The Girl Can't Help It (1956)
- Crime Against Joe (1956)
- The Great Man (1957)
- Drango (1957)
- Saddle the Wind (1958)
- Voice in the Mirror (1958)
- Man of the West (1958)
- Night of the Quarter Moon (1959)
- The Wonderful Country (1959)
- A Question of Adultery (1959)
- The Third Voice (1960)
- The George Raft Story (1961)